# یامنا (استان لهستان کوچک‌تر)
یامنا (به لاتین: Jamna) یک روستا در لهستان است که در گمینا زاکلیچن واقع شده‌است.